# Стивен Вилијамс
Стивен Вилијамс (енгл. Stephen Williams; Абериствит, 9. јун 1996) британски је бициклиста који тренутно вози за UCI про тур тим — Израел—премијер тех. Освојио је по једном Кро рејс, Арктик рејс оф Норвеј, Тур даун андер и Флеш Валон.

## Каријера
Возећи за СЕГ рејсинг академи, 2018. је освојио трку Ронде де л’Изоар за возаче до 23 године, гдје је побиједио на прве двије етапе и освојио је брдску класификацију. Исте године је остварио побједу на петој етапи трке Ђиро чиклистико д’Италија, познате као Бејби Ђиро или Ђиро д’Италија за возаче до 23 године. У августу 2018. прешао је у тим Бахреин—мерида као стажер, а 2019. потписао је професионални уговор са тимом. У новембру 2019. имао је операцију уклањања мале фабела кости са лијевог кољена, због чега је паузирао 18 мјесеци. У фебруару 2020. почео је да тренира, а исте Године возио је своју прву гранд тур трку — Вуелта а Еспању, која је због пандемије ковида 19 помјерена за октобар. Био је на 155 мјесту у генералном пласману, али је морао да напусти трку прије почетка етапе 11 због бола у кољену. Године 2021. остварио је побједу на петој етапи трке КРО рејс, што му је била прва побједа у каријери, десет секунди испред групе и преузео је лидерску мајицу. Последњу, шесту етапу, завршио је на другом мјесту, након што је био дио трочланог бијега који је дошао на циљ пет секунди испред групе коју је одспринтао Кејден Гроувс и освојио је трку 17 секунди испред Маркуса Хелгарда, а завршио је на другом мјесту у брдској и класификацији по поенима. Године 2022. остварио је побједу на првој етапи на Тур де Свис трци, у спринту испред Максимилијана Шахмана и преузео је лидерску мајицу, коју је носио до пете етапе, када је изгубио преко 20 минута.
Године 2023. планирао је да пређе у тим ББ хотелс—КТМ, као и Марк Кевендиш, али је тим расформиран прије почетка сезоне. У децембру 2022. прихватио је понуду тима Израел—премијер тех, са којим је потписао једногодишњи уговор, а тим је изабрао њега умјесто Кевендиша, са којим су такође преговарали. У мају је возио Ђиро д’Италију по први пут, за коју је тим добио специјалну позивницу након што су тимови Лото—дестини и Тотал енержис одбили да учествују на трци као два најбоље пласирана тима из про тура за сезону 2022. Био је у бијегу на неколико етапа, а последњу, етапу 21, завршио је на 12 мјесту у спринту, што му је био најбољи резултат на некој етапи. У генералном пласману завршио је на 93 мјесту. У августу је возио Арктик рејс оф Норвеј, гдје је побиједио на трећој етапи и преузео је лидерску мајицу секунду испред Кристијана Скаронија. Последњу, четврту етапу, завршио је на десетом мјесту у групи и освојио је трку секунду испред Скаронија. Године 2024. у јануару је возио Сантос тур даун андер трку, гдје је, након четири етапе које су вожене по равном, на петој етапи вожен успон Вилунга хил, први пут послије 2020. На другом прелазу преко успона, Крис Харпер је радио на челу групе за Сајмона Јејтса, који је био иза њега и успорио је како би Харпер направио предност, што је пратио само Оскар Онли. На 600 метара до циља Јејтс је напао и одвојила се група од седам возача која је достигла возаче испред. Алафилип је напао на 300 метара до циља, што је пратио Онли, који је напао пред циљ и побиједио је испред Вилијамса, који је преузео лидерску мајицу. На последњој, шестој етапи, Исак дел Торо је напао на последњем успону, што је пратио Хонатан Нарваез, а затим их је достигао Вилијамс. У спринту је Вилијамс побиједио и освојио је трку девет секунди испред Нарваеза. У априлу је возио Флеш Валон, гдје је Серен Краг Андерсен био у бијегу, а на 28 km до циља из главне групе су напали Вилијамс, Кевин Вокелен, Максим ван Гилс, Сантијаго Буитраго и Ричард Карапаз. Они су достигнути на 17 km до циља, а Андерсен на 15 km до циља. На успону Мур де Иј, побиједио је нападом у последњих 200 метара испред Вокелена и Ван Гилса, поставши први британски побједник трке.

## Резултати на тркама

### Резултати на гранд тур тркама
| Гранд тур трке  | 2020. | 2021. | 2022. | 2023. | 2024. |
| --------------- | ----- | ----- | ----- | ----- | ----- |
| Ђиро д’Италија  | —     | —     | —     | 93    | —     |
| Тур де Франс    | —     | —     | —     | —     |       |
| Вуелта а Еспања |       | —     | —     | —     |       |

| — | Није учествовао |
|   | Није завршио    |